# Nagravision
Nagravision je označení několika systémů podmíněného přístupu (kódování, resp. šifrování) pro digitální kabelové a satelitní televizní vysílání, které vyvinula společnost skupiny Kudelski Group nazývaná také Nagravision (nebo Nagra Kudelski nebo jednoduše Nagra).

## Analogový systém

Obraz s logem Canal+ zakódovaný analogovým systémem Nagravision Syster. Obraz je možné dekódovat.

Analogový systém Nagravision (Syster) pro skrembling analogových satelitních televizních programů se používal v 90. letech 20. století. V tomto systému pro míchání řádků je spodních 32 řádků televizního signálu PAL posunuto v čase o jedno obrazové pole, a přenášeno v permutovaném pořadí podle generátoru pseudonáhodných čísel. Bezpečnostní kontrolér s čipovou kartou (v obalu ve tvaru klíče) dešifruje data, která jsou přenášena během prázdných intervalů televizního signálu smíchaného s Teletextem a extrahuje náhodnou hodnotu, která obsahuje aktuální kombinaci řádků potřebných pro obnovení obrazu. Systém také umožňoval pomocí směšovače modulovat audiosignál na frekvenci 12,8 kHz.

## Digitální systémy
Pro digitální satelitní televize se aktuálně používají 4 verze Nagravision, známé jako Nagravision, Nagravision Cardmagedon, Nagravision Aladin a Nagravision Merlin. Nagravision Cardmagedon a Aladin se často vzájemně zaměňují a označují se „Nagravision 2“, který technicky neexistuje. Nagravision Cardmagedon je složitou kombinací Nagravision Aladin a šifrování Mediaguard SECA 2. Nagravision Merlin je také známý jako Nagravision 3.
Dešifrovací jednotka může být buď zabudovaná v přijímači nebo realizovaná v podobě modulu podmíněného přístupu (CAM) nebo jako jedno ze šifrovacích schémat podporovaných CAM emulátorem.
Systém podmíněného přístupu Nagravision používají různí poskytovatelé televizního vysílání po celém světě:
- Bell Satelite TV (Kanada) (Nagravision 3)
- BIG TV (Indie)
- Cabovisão (Portugalsko) (postupně přebírané - Nagravision 3 a SECA Mediaguard)
- Canal+ a CanalSat (Francie) (v zásadě aktualizovaný Nagra 3 „Merlin“)
- Claro TV (střední Amerika, Dominikánská Republika) (zastaralý Nagravision 1 s podporou kódování MPEG-4)
- Claro TV (Brazílie) (Nagravision 3)
- Cyfrowy Polsat (Polsko) (Nagravision 3)
- Digi TV (RCS & RDS) (Rumunsko, Maďarsko, Česká republika, Slovensko) (Nagravision 3)
- Movistar+ (Dříve Digital+) (Spain, Nagravision 3)
- Dish Network (USA) (přechod na Nagravision 3 byl dokončen na 18.6.2009)
- Dream Satelitní TV (Filipíny) (Nagravision 3)
- First Media (Indonésie) (Nagravision 3)
- HD+ (Německo) (Nagravision 3)
- Look Communications (Kanada)
- M7 Group S.A. (různé evropské země, včetně Česka)
- Movistar (dříve Telefónica) (Chile, Kolumbie, Venezuela, Peru, Bolivie, Ekvádor) (Nagravision 3)
- Vivo TV DTH (dříve Telefónica) (Brazílie, Nagravision 3)
- Numericable (Belgie, Francie, Lucembursko) (Nagravision 3 „Merlin“)
- Sky Deutschland (Německo) (Nagravision 3)
- StarHub TV (Singapup) (Nagravision 3)
- Star Digital (Turecko) (Nagravision 3)
- Telenet (Belgium) (Belgie) (Nagravision 2)
- Tivù Sat, Mediaset Prémium (Itálie) (Nagravision 3 „Tiger“ a „Merlin“ (4K))
- NOS Comunicacoes (Portugalsko) (Nagravision 3)
- UPC, nyní Vodafone (satelitní) (Nagravision 3)
- Virgin Media (Spojené království) (Nagravision 3 „Merlin“, nahradil Nagravision 1 během 2009/10)
- Top Up TV (Spojené království) (Nagravision 3 „Merlin“ nahradil SECA2 v roce 2008)